# Dion Smith
Dion Smith (født 3. marts 1993 i Taupaki) er en cykelrytter fra New Zealand, der er på kontrakt hos Intermarché-Wanty.